# Attack on a China Mission

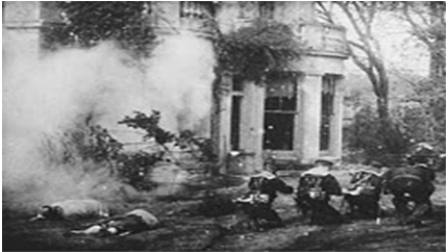
Fotograma de la pel·lícula.

Attack on a China Mission és una pel·lícula muda de 1900, dirigida per James Williamson, un representant de l'Escola de Brighton. La pel·lícula mostrava alguns mariners venint al rescat de la muller d'un missioner matat per Bóxers.

## Innovacions tècniques
James Williamson va innovar amb aquesta pel·lícula incorporant un tall d'angle invers i dos dotzenes d'actors, mentre que la majoria de les pel·lícules d'aquella època tenien només un protagonista. Aquesta escena es va dividir en 4 escenaris: les víctimes, els atacants, les tropes de salvament i la fugida dels atacants. Aquesta alternança dramàtica d'escenaris va ser un gran progrés narratiu cinematogràfic que no s'havia vist abans.

## Producció
El director, inspirat per Georges Mélies, va fer la pel·lícula per respondre a una demanda pública de pel·lícules sobre la Rebel·lió dels Bòxers, la qual va començar en els mesos primerencs de 1900. Segons Michael Brooke, Williamson "va arribar a assegurar-se que tot fos tant autèntic i va cosir una senyal en anglès i xinès; també va dibuixar en el fons d'aquesta senyal amb químics els forats de les bales i de les explosions".